# 不平小光壳炱
不平小光壳炱（学名：Asteridiella confragosa）是属于小煤炱目小煤炱科小光壳炱属的一种真菌，寄生在葫芦科植物上。该种分布于中国、马来西亚、印度尼西亚、印度、菲律宾等地。